# 田中玉
田 中玉（でん ちゅうぎょく）は、清末民初の軍人。北京政府、安徽派に属した有力者。字は薀山。

## 事跡

### 北洋陸軍での昇進
1884年（光緒10年）、淮軍の葉志超が率いる正定練軍が山海関に駐屯した際に、随営武備学堂が設立され、田中玉はこれに入学した。同学堂では、盧永祥・鮑貴卿など、後の北洋系軍人と交遊している。1885年（光緒11年）、天津武備学堂砲兵科に入学し、優秀な成績をあげた。
1887年（光緒13年）の卒業後、田中玉は葉志超の下に配属される。1894年（光緒20年）、朝鮮の要望に従い、甲午農民戦争鎮圧のために葉志超は朝鮮に派遣され、田や鮑貴卿もこれに随従した。同年7月に日清戦争が勃発すると、朝鮮で日本軍を相手に戦うことになった。しかし葉は戦意を喪失して逃亡し、これに連座して田らも免職された。
1895年（光緒21年）、袁世凱が天津で新軍を編成すると、田中玉も再任用され、新建陸軍右翼快砲隊営幇帯に任じられた。まもなく、新建陸軍右翼砲隊領官に異動した。1899年（光緒25年）、武衛右軍砲隊統領官に任命される。1902年（光緒28年）には北洋常備軍第1鎮砲隊第1標管帯に任命され、参将（大佐に相当）となった。
1904年（光緒30年）、両広総督岑春煊が広東省で新軍を創設すると、田中玉が協統として任用された。1907年（光緒33年）、東三省総督徐世昌の下に転じ、督署練兵処督練公所総参議兼東三省講武堂首任監督に任命された。1910年（宣統2年）、江蘇巡撫程徳全の下に転じ、江蘇新軍第23混成協統領に任命された。

### 安徽派への加入
1911年（宣統3年）の辛亥革命では、田中玉は清朝擁護の姿勢をとった。革命派優勢となると、職を捨てて北に帰ったが、まもなく袁世凱から山東兗州鎮守使に任命された。1912年（民国元年）、山東民政長代理となる。この間に新型大砲を日本から購入し、帰国後に試射を成功させたことから、「北洋砲聖」と讃えられている。1913年（民国2年）7月、曹州鎮総兵を兼任し、さらに兗州鎮守使に転じた。1915年（民国4年）4月、田は北京に召還され、陸軍部次長に昇進した。同年、袁が皇帝に即位すると、田は一等男爵に封じられた。
1916年（民国5年）6月に袁世凱が死去すると、田中玉は段祺瑞らの安徽派に属し、察哈爾（チャハル）特別行政区都統に任命された。1917年（民国6年）4月、段が召集した督軍団に参加した。7月、吉林督軍孟恩遠が張勲復辟に関与したとして罷免されると、田がその後任に任命された。しかし、奉天派の張作霖は田の着任を望まず、圧力や妨害を加えてきたため、田は察哈爾特別行政区都統に復帰した。

### 山東省統治
1919年（民国8年）11月、田中玉は山東督軍に任命された。しかし、山東省長の屈映光は、同じ安徽派ではあったが、権力・地盤の争いから田と対立した。当初、第47旅旅長馬良と連携する屈の前に、田は劣勢であった。1920年（民国9年）7月、安直戦争が勃発すると、田は主戦場には赴かず、山東に留まった。その後、安直戦争での安徽派の敗北に伴い、屈が失脚して、田は山東省での実権を掌握する。勝利した直隷派も、様々な事情から、田をそのまま留任させざるを得なかった。
1923年（民国12年）より孫美瑶率いる匪賊団「山東建国自治軍」の討伐を指揮していたが、5月、「山東建国自治軍」は山東省と江蘇省との省境の臨城で、外国人を含む鉄道乗客誘拐事件を引き起こした（臨城事件）。北京政府から解決を命じられた田中玉は、自ら匪賊と交渉して乗客の解放に成功した。しかし外国使節団は、事件発生の責任を問うために田を罷免するよう北京政府に圧力をかける。同年10月、田は山東督軍を罷免された。
以後、田は軍事・政治の舞台を離れ、大連で実業家として活動した。
1935年（民国24年）、大連で病没。享年67（満66歳）。